# Rec.Sport.Soccer Statistics Foundation
Rec.Sport.Soccer Statistics Foundation (RSSSF) är en organisation som har syftet att samla ihop fotbollsstatistik från hela världen och att bli en uttömmande informationskälla vad gäller fotbollsmatcher.
RSSSF grundades i januari 1994 på Usenet och hette från början North European Rec.Sport.Soccer Statistics Foundation men bytte snart namn efter att medlemmar från andra delar av världen tillkom.
I dag har RSSSF många medlemmar från hela världen och har gett upphov till sex mindre projekt som inspirerats av RSSSF. De mindre projekten berör endast fotboll i Albanien, Brasilien, Norge, Polen, Rumänien och Uruguay.